# Erzbistum Florianópolis
Das Erzbistum Florianópolis (lateinisch Archidioecesis Florianopolitana, portugiesisch Arquidiocese de Florianópolis) ist ein römisch-katholisches Erzbistum mit Sitz in Florianópolis im brasilianischen Bundesstaat Santa Catarina.

## Geschichte
Papst Pius X. errichtete das Bistum Florianópolis, das auch als Bistum Santa Catarina bezeichnet wurde, am 19. März 1908 aus Gebietsanteilen des Bistums Curitiba und unterstellte es dem Erzbistum Porto Alegre als Suffragan. Zum ersten Bischof ernannte der Papst am 3. Mai desselben Jahres den aus Deutschland stammenden Johannes Baptist Becker. Am 17. Januar 1927 erhob Papst Pius XI. das Bistum zum Erzbistum und Metropolitansitz.
Am 5. November 2024 erhob Papst Franziskus die bisherigen Suffraganbistümer Joinville und Chapecó zu Metropolitansitzen. In der Kirchenprovinz Florianopolis verblieben von den vorher neun Suffraganbistümern nur die Diözesen Criciúma und Tubarão.

## Erzbischöfe
- João Batista Becker (1908–1912)
- Joaquim Domingues de Oliveira (1914–1967)
- Alfonso Niehues (1967–1991)
- Eusébio Scheid SCJ (1991–2001)
- Murilo Sebastião Ramos Krieger SCJ (2002–2011)
- Wilson Tadeu Jönck SCJ (seit 2011)